# Municipio de Cuming (condado de Cuming)
El municipio de Cuming (en inglés: Cuming Township) es un municipio ubicado en el condado de Cuming en el estado estadounidense de Nebraska. En el año 2010 tenía una población de 239 habitantes y una densidad poblacional de 2,57 personas por km².

## Geografía
El municipio de Cuming se encuentra ubicado en las coordenadas 41°46′51″N 96°36′56″O / 41.78083, -96.61556. Según la Oficina del Censo de los Estados Unidos, el municipio tiene una superficie total de 93.12 km², de la cual 93,01 km² corresponden a tierra firme y (0,12 %) 0,11 km² es agua.

## Demografía
Según el censo de 2010, había 239 personas residiendo en el municipio de Cuming. La densidad de población era de 2,57 hab./km². De los 239 habitantes, el municipio de Cuming estaba compuesto por el 97,91 % blancos, el 0,42 % eran isleños del Pacífico y el 1,67 % eran de una mezcla de razas. Del total de la población el 0,42 % eran hispanos o latinos de cualquier raza.